# فتى كولورادو
فتى كولورادو هي رواية بوليسية للكاتب الأمريكي ستيفن كينغ، نُشرت في دار نشر هارد كيس كرايم عام 2005. صدر الكتاب في البداية في طبعة ورقية بغلاف عادي واحد من دار نشر مختصصة بروايات الجرائم والغموض. كانت رواية كينج التالية في هارد كيس كرايم هي أرض السعادة، التي نُشرت في يونيو 2013. أُعادت هارد كيس كرايم إصدار فتى كولورادو بغلاف ورقي مصور في مايو 2019.
يهتم سرد الشخص الثالث بالتحقيق في جثة رجل مجهول الهوية وجدت على جزيرة صغيرة على ساحل مين. لا تصل هذه القضية سوى إلى نهايات مسدودة متكررة، بسبب الافتقار إلى إي إثبات أو أدلة واضحة. تُحدد هوية الرجل بعد مرور أكثر من سنة، ولكن تظل الأسئلة المهمة الأخرى دون إجابات. بقي طاقم عمل صحيفة الجزيرة المكون من شخصين بحالة انبهار طويلة الأمد بهذه القضية. استخدما القصة الغامضة بعد 25 عامًا لتوطيد الصداقة ولاختبار همة التحري لدى المراسلة المبتدئة المتدربة المتخرجة حديثًا.
بُث المسلسل التلفزيوني هيفن (الملاذ)، الذي استلهم أحداثه بشكل طفيف من رواية فتى كولورادو، على قناة ساي فاي من يوليو 2010 حتى يناير 2015.

## ملخص الحبكة
تبدأ الرواية في منتصف الأحداث عندما يدفع طاقم عمل أخبار صحيفة ذا ويكلي أيلندر ثمن الغداء في مطعم، يختبر المحرر ديف باوي والمؤسس فينس تيغ قدرات المتدربة الشابة ستيفاني ماكين الاستنتاجية في عملية منح البقشيش غير التقليدية. عندما يريد ديف وفينيس ترك بقشيش كبير للنادلة التي تمر بظروف صعبة، تبهرهما بفطنتها بأن إدارة المطعم تجمع كل البقشيش وتقسمه بالتساوي بين العاملين. يناقشون بعض الجرائم والغرائب المحلية الغامضة، التي تداولتها الصحف الرئيسية بشكل متكرر وكذلك صحيفة بوسطن خلال موسم أعياد الهالويين المخصص لمثل هذه القصص. يصبح التقييم الودي أكثر حدة مع عودة العجوزان المحليان وستيفاني إلى المكتب، وتتساءل عما إذا كان المراسلون المحنكون «واجها أي لغز حقيقي غامض». يتناوب ديف وفينيس في سرد الحوادث والتحقيقات الغريبة.
يعثر مراهقان في الصباح الباكر في 24 أبريل 1980على جثة رجل، مرمية مقابل حاوية قمامة، لا تحمل بطاقة شخصية، ولا تحمل أي مؤشرات واضحة لجريمة قتل. يُحدد أن سبب الوفاة هو الاختناق، بعد استخراج قطعة لحم كبيرة من حلق الضحية. يقود كل دليل محتمل إلى اكتشافات صغيرة وألغاز أكبر. رغم عدم دقة التحقيق، يبدو كل شيء صعب التفسير، من كيفية تزامن محتويات معدته من عشاء السمك مع سفره على العبّارة، إلى القطعة النقدية الروسية الوحيدة في جيبه، وعلبة السجائر التي ينقصها سجارة واحدة، رغم إشارة تشريح الجثة إلى أنه لم يكن مدخنًا.